# Trichotria truncata
Trichotria truncata är en hjuldjursart som först beskrevs av Thomas Whitelegge 1889.  Trichotria truncata ingår i släktet Trichotria och familjen Trichotriidae. Arten är reproducerande i Sverige. Inga underarter finns listade i Catalogue of Life.